# Мидланд (Тексас)
Мидланд (енгл. Midland) град је у америчкој савезној држави Тексас. По попису становништва из 2010. у њему је живело 111.147 становника.

## Демографија
Према попису становништва из 2010. у граду је живело 111.147 становника, што је 16.151 (17,0%) становника више него 2000. године.
|                   | 2010.            | 2000.           |
| Укупно            | 111 147 (100,0%) | 94 996 (100,0%) |
| Белци             | 57 658 (51,88%)  | 57 603 (60,64%) |
| Хиспаноамериканци | 41 797 (37,61%)  | 27 543 (28,99%) |
| Афроамериканци    | 8 793 (7,911%)   | 7 948 (8,367%)  |
| Азијати           | 1 540 (1,386%)   | 956 (1,006%)    |
| Остали            | 1 359 (1,223%)   | 946 (0,996%)    |

## Партнерски градови
- Chihuahua Municipality
- Чивава